# Josep Lluís Pol i Llompart
Josep Lluís Pol i Llompart (Ciutat de Mallorca, 25 de febrer de 1964) és un divulgador científic, especialment en matemàtiques, i ha estat professor d'aquesta especialitat a educació secundària. Col·labora amb activitats matemàtiques en centres educatius de Mallorca i és, també, col·laborador habitual del Diario de Mallorca.
Educat als jesuïtes de Monti-Sion de Palma, es llicencià en Ciències Químiques per la UIB (1982-1987) i feu el postgrau en Química d'Adobats per la UPC (Igualada, 1987-1988). Cursà estudis de Música i Piano al Conservatori de les Illes Balears, i s'introduí en el món coral de la batuta de Baltasar Bibiloni i Llabrés.
De 1989 fins a la seva jubilació el 2024 ha exercit com a professor de matemàtiques d'educació secundària. El 2007 creà el Centre d’Aprenentatge Cientificomatemàtic CentMat a través d’una llicència per recerca educativa, que la Conselleria d’Educació del Govern Balear posà en marxa el 2008. Ha estat professor de Metodologia i Recursos del Màster de Secundària de l’especialitat de Matemàtiques a la UIB (2006-2013) i professor del Postgrau Expert Universitari en Matemàtiques de l’Educació Primària (2016-2023).
Ha impulsat i participat en molts de projectes com ara les exposicions «Arts matemàtiques» l’any 2000 a l’espai Ramon Llull, «Imaginar Einstein» l’any 2005 al Casal Balaguer, «Ramon Llull i Bellver, la quadratura del Cercle» l’any 2016 o la de «Quadrant Idees» l’any 2011 al Centre Cultural Sa Nostra i a la Misericòrdia a Palma. L’any 2017 impulsà i ajudà a crear el rellotge-calendari solar més gran dels Països Catalans, a l’IES Marratxí. Així mateix, des del mateix institut organitzà la primera Encesa de Torres i Talaies de Mallorca pels drets humans, iniciativa que es realitza cada any, des de llavors, a principis de gener.
Durant aquests darrers anys ha participat en multitud de seminaris de formació arreu de les Illes Balears i ha impartit conferències en Jornades i Congressos arreu de l’Estat. Formà part de la Junta Gestora de la Societat Balear de Matemàtiques SBM-XEIX i en fou president de 2006 a 2013. També fou membre de la junta directiva del GOB en la dècada dels noranta.
El 2024 fou guardonat amb el premi Aina Moll dels Premis 31 de Desembre de l'Obra Cultural Balear, «per la seva aportació com a divulgador científic, trobant la convergència entre les matemàtiques i el món que ens envolta, amb especial atenció al patrimoni cultural i natural de Mallorca i sempre des del compromís absolut amb la llengua catalana.»

## Obres
- La trapa: una experiència d'educació ambiental a secundària (Edicions UIB, 1994).[1]
- Històries Matemàtiques per la Ciutat Vella (Coautor, Ajuntament de Palma, 2008).[1]
- Talaies de Mallorca. Torres de defensa pels drets humans. (Coautor, El Gall Editor, 2017).[1]
- La filla del sol i de la Lluna. Pregó per a la festa de l’Estendard. (Ajuntament de Palma, 2017).[1]
- El camí d’un poble. Mig segle de la carretera del castell d’Alaró. (Associació Cultural Al-Rum, Ajuntament d’Alaró, 2018).[1]
- Sa Beca. Recreació d’una fantasia popular. (Conselleria de Medi Ambient i Territori, Parc Natural de la Península de Llevant, 2022).[1]
- Patrimoni i cultura matemàtica a les Illes Balears (El Gall Editor, 2022).[1][2]
- 60 de SEIXANTA. Llibres, art, matemàtiques, música, astronomia, química, geografia, jocs, física, històries... a l’entorn del seixanta (El Gall Editor, 2023).[2]

## Exposicions
- Arts Matemàtiques (Govern Balear, Espai Ramon Llull, 2000).[2] En ocasió de l’Any Internacional de les Matemàtiques, realitzada pel grup ]Entorn, Obert[. Amb Rosalia Bilbao Buñuel, Maria Magraner Galmés, Joan Borràs Seguí, Antoni Mas Burgada i Joana Rosselló Barceló.
- Imaginar Einstein (Casal Balaguer, 2005).[2] En ocasió del centenari de l’Annus Mirabilis einstenià, amb Margarita Gayà Moreno.[4]
- Quadrant Idees (Fundació sa Nostra, 2011 - La Misericòrdia, 2013 - La Misericòrdia 2022). Realitzada amb la gent de la Societat Balear de Matemàtiques SBM-XEIX i culminada amb el Centre d’Aprenentatge Cientificomatemàtic CentMat.[2]
- Ramon Llull i Bellver, la quadratura del Cercle. (Castell de Bellver, 2016).[5]
- Idees Rodones (La Misericòrdia, 2023), amb Susanna Morell Torrens, dins l’àmbit didàctic del CentMat.[6]
- Alfa, beta, gamma (La Misericòrdia, 2024), amb Susanna Morell Torrens, dins l’àmbit didàctic del CentMat.[7]
- Diàlegs (Claustre de Sant Domingo, Inca, 2024), en ocasió del 50è aniversari de la Delegació de l'OCB d’Inca.[8]
- Les Mesures Tradicionals de Mallorca (Castell de Bellver, 2024), amb Magdalena Rosselló Pons.[9]

## Premis
- Premio Escuela y Naturaleza (Ministerio de Educación y Ciencia i Banc de Crèdit Agrícola, 1992) pel Projecte d'educació ambiental i rehabilitació de la Trapa.
- Premi Ecologia (Andratx, 1993) i Francesc de Borja Moll (Conselleria d'Educació del Govern Balear, 1993) per la realització del projecte de la Trapa.
- Premi Climent Picornell d’Innovació Educativa per la creació i direcció del Centre d'Aprenentatge Cientificomatemàtic CentMat (Ara Balears, 2018).[10]
- Premi Aina Moll dels Premis 31 de Desembre de l'Obra Cultural Balear (2024).[3]